# Perfidia (brano musicale)
Perfidia è una canzone scritta nel 1940 dall'autore messicano Alberto Domínguez e fu incisa da Xavier Cugat and His Waldorf-Astoria Orchestra.
Rapidamente divenne molto popolare ed entrò a far parte del repertorio di numerosi musicisti. Xavier Cugat con la sua orchestra fu il primo ad inciderla per l'etichetta RCA Records con la voce del cantante Miguelito Valdés.
Il brano parla di amore e tradimento. Oltre alla versione originale in spagnolo, esistono altre versioni in italiano con testo di Alberto Larici, interpretata da Nilla Pizzi, Luciano Tajoli, Luciano Bonfiglioli, Natalino Otto, Carla Dupont; inglese con testo di Leeds Milton.

## Altri interpreti
- Trini Lopez
- Juan Arvizu
- Andrea Bocelli
- Brave Combo
- Elvira Quintana
- Javier Solís
- Luis Miguel
- Oliva Molina
- Cliff Richard
- Ray Conniff
- Julie London
- Mel Tormé
- René Touzet
- King Tubby
- Olavi Virta
- Lawrence Welk
- Freddy Fender
- Tito Puente

## Nel cinema
Perfidia è stata usata come colonna sonora in diversi film:
- Casablanca del 1942 del regista ungherese Michael Curtiz.
- Days of Being Wild del 1991 di Wong Kar-wai e in '2046 del 2004, sempre del regista cinese.
- Faccio un salto all'Avana del 2011, regia di Dario Baldi
- Le mille e una notte - Arabian Nights del 2015 del regista portoghese Miguel Gomes

Nelle serie televisive
- George e Martha show televisivo canadese del 1999 di James Marshall.
- Sense8 serie televisiva statunitense di fantascienza creata da Lana e Lilly Wachowski e J. Michael Straczynski e trasmessa dal 2015 al 2018.

Nel 2012 colonna sonora in “Magnifica presenza” di F. Ozpetek